# Lauter (Baunach)
Die Lauter ist ein etwa 21½ Kilometer langer, rechter und westlicher Zufluss der Baunach in den Haßbergen in Unter- und Oberfranken (Bayern).

## Geographie

### Verlauf
Der Oberlauf der Lauter entsteht zwischen Köslau und Pettstadt nahe der Staatsstraße 2281 im Köslauerer Grund. Anfangs fließt sie nach Kirchlauter, wo sich die eigentliche Lauterquelle in der Nähe eines Kindergartens befindet. 
Die Lauter fließt im weiteren Verlauf in südöstliche Richtung durch Weikartslauter, Kottendorf, Lußberg, Rudendorf, Leppelsdorf, Deusdorf und Lauter. Dann wechselt sie ihre Fließrichtung nach Nordosten und durchfließt Appendorf und Godeldorf. 
An der Südgrenze der Altstadt von Baunach mündet die Lauter von rechts in die Baunach.

### Zuflüsse
- Lauter (GKZ 241882) (links)
- Alte Lauter (links)
- Hofwiesenbach (links)
- Schnitziggraben (links)
- Seegraben (links)
- Schöngrundgraben (links)
- Hirschgraben (rechts)
- Katzenbach (links)
- Klingersgraben (links)

### Flusssystem Baunach
- Fließgewässer im Flusssystem Baunach